# Cylichnoidea
Cylichnoidea zijn een superfamilie van weekdieren uit de klasse van de Gastropoda (slakken).

## Taxonomie
De volgende families zijn in de superfamilie ingedeeld:
- Colinatydidae Oskars, Bouchet & Malaquias, 2015
- Cylichnidae H. Adams & A. Adams, 1854 (=Tornatinidae)
- Diaphanidae Odhner, 1914 (1857)
- Eoscaphandridae Chaban & Kijashko, 2016
- Mnestiidae Oskars, Bouchet & Malaquias, 2015

### Taxon inquirendum
- Notodiaphanidae Thiele, 1931